# 예고등기
예고등기는 해당 부동산에 대해 소유권에 대한 법적 다툼이 현재 진행 중이며, 그 결과에 따라 현재의 소유주가 앞으로 바뀔 수 있음을 알리는 것이다. 가등기와 함께, 예비등기의 한 종류이다.
1960년 부동산등기법 제정과 함께 도입되었다. 그 취지는 소유권이 변동될 수 있음을 알려 매매나 임대차 때 피해를 줄이려는 것이었으나, 경매 브로커 등이 경매 물건을 싸게 사려고 낙찰가를 낮추는 수단으로 악용해 왔다. 입법취지와는 달리 이러한 악용 사례가 늘어나 문제가 되자 2011년 예고등기제는 폐지되었다.

## 참고 문헌
- 경매 예고등기에 대한 올바른 이해방법, 한국경제[깨진 링크(과거 내용 찾기)]

## 같이 보기
- 본등기
- 가등기
- 가압류
- 가처분
- 등기